# سيزار دي لا بينيا
سيزار دي لا بينيا (بالإسبانية: César de la Peña)‏ (22 يونيو 1991 في المكسيك - ) هو لاعب كرة قدم مكسيكي في مركز الوسط. لعب مع نادي تشياباس ونادي سان لويس ونادي مونتيري وتيبورونيس روخوس دي فيراكروز وأتليتكو سان لويس ونادي هيريديانو.

## وصلات خارجية
- سيزار دي لا بينيا على موقع الاتحاد الدولي (مؤرشف)  (الإنجليزية)
- سيزار دي لا بينيا على موقع قاعدة بيانات كرة القدم.إي يو (الإنجليزية)
- سيزار دي لا بينيا على موقع Soccerway.com (الإنجليزية)
- سيزار دي لا بينيا على موقع AS.com (الإسبانية)